# Raymond Wilson
Raymond N. Wilson (Sutton Coldfield, 23 de março de 1928 - 16 de março de 2018) foi um físico inglês, conhecido por seus projetos de sistemas ópticos para grandes telescópios.
Wilson estudou física na Universidade de Birmingham e ciências da engenharia no Imperial College London. Dirigiu durante 11 anos a seção de projeto de telescópios da Carl Zeiss AG em Oberkochen. De 1972 a 1993 dirigiu o Grupo de Óptica e Telescópios do Observatório Europeu do Sul (ESO). Desenvolveu o conceito de óptica ativa para grandes telescópios, no qual ao invés de um espelho principal extremamente pesado e estável sob quaisquer condições é usado um espelho principal mais leve, cuja forma em diferentes posições do telescópio é regulada para a que deveria realmente ter. Esta tecnologia foi utilizada a primeira vez no New Technology Telescope da ESO, sendo fundamental para a concepção ESO do Very Large Telescope.
Após sua aposentadoria em 1993 escreveu uma monografia em dois volumes sobre a óptica de espelhos telescópicos e outros de seus projetos de telescópios ópticos para sistemas com três a cinco espelhos, como seriam discutidos para futuros telescópios extremamente grandes.

## Publicações selecionadas
- Raymond N. Wilson, Reflecting Telescope Optics I. Basic Design Theory and its Historical Development, Springer, Berlin Heidelberg New York 1996, ISBN 3-540-58964-3
- Raymond N. Wilson, Reflecting Telescope Optics II. Manufacture, Testing, Alignment, Modern Techniques, Springer, Berlin Heidelberg New York 1999, ISBN 3-540-60356-5

## Condecorações
- 1993 Medalha Karl Schwarzschild
- 2010 Prêmio Kavli
- 2010 Prêmio Tycho Brahe da European Astronomical Society